# Gascueña
Gascueña è un comune spagnolo di 176 abitanti situato nella comunità autonoma di Castiglia-La Mancia.